# Dorgos de Guez
Dorgos de Guez, född 28 januari 2013, är en fransk varmblodig travhäst. Han tränas och körs av Jean-Michel Bazire.

## Karriär
Dorgos de Guez började tävla 2016 och har sprungit in  959 330 euro på 67 starter, varav 31 segrar. Han har tagit karriärens hittills största segrar i Prix de Lille (2020), Prix Jean Riaud (2021), Prix du Luxembourg (2021), Prix Jean-Luc Lagardère (2021), Prix Oscar Collard (2018), Prix du Plateau de Gravelle (2020) och Prix de Brest (2021).
Dorgos de Guez började tävla som treåring i juli 2016, och gjorde under året 3 starter, och blev även obesegrad under debutsäsongen. Som fyraåring tog han endast 4 segar på 16 starter, men som femåring började han att rada upp segrar. Han var som sämst tvåa från slutet av juli 2018 till mitten av november 2018, och tog 7 segrar på 14 starter.
Den 28 april 2021 blev Dorgos de Guez som femte häst inbjuden till 2021 års upplaga av Elitloppet på Solvalla, efter att ha segrat i bland annat Prix Jean Riaud och Prix du Luxembourg under våren. Tränare Bazire meddelade att han kommer att köras av Joseph Verbeeck i loppet. Kretsen kring hästen tackade sedan nej till att medverka i loppet då det svenska reglementet och dess domarkår uppmärksammats efter att bland annat ha gett Délia du Pommereux och Hail Mary diskutabla straff.
Vid 2021 års upplaga av Prix Chambon P diskades Dorgos de Guez som vinnare då han med sin tränare Jean-Michel Bazire i sulkyn klämde in hästen Chica de Joudes så att hon galopperade och därmed blev måltvåan Violetto Jet ny vinnare av loppet.